# 武阿尔斯
武阿尔斯（法語：Vouarces，法語發音：[vwaʁs]）是法国马恩省的一个市镇，位于该省南部偏西，属于埃佩尔奈区。

## 地理
武阿尔斯（48°35'29"N, 3°53'51"E）面积5.96 平方千米，位于法国大東部大區马恩省，该省份为法国东北部内陆省份，北起阿登省，西北接埃纳省，西南接塞纳-马恩省，南至奥布省，东南接上马恩省，东临默兹省。
与武阿尔斯接壤的市镇（或旧市镇、城区）包括：布拉日、奥布河畔埃特雷勒、奥布河畔格朗日、马尔桑日、圣萨蒂南。

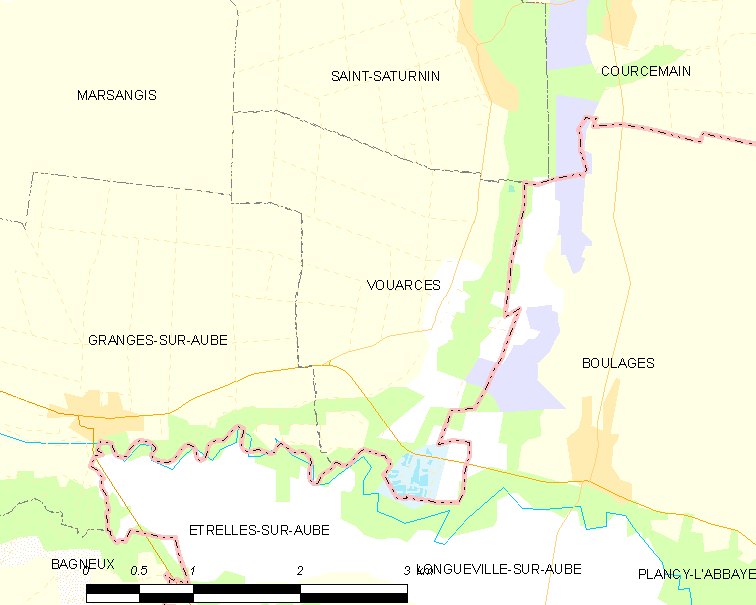
武阿尔斯的OSM定位图

武阿尔斯的时区为UTC+01:00、UTC+02:00（夏令时）。

## 行政
武阿尔斯的邮政编码为51260，INSEE市镇编码为51652。

## 政治
武阿尔斯所属的省级选区为韦尔蒂-香槟平原县。

## 人口

1962-2008年间武阿尔斯人口变化图示

武阿尔斯于2022年1月1日时的人口数量为61人。